# 하니아현
하니아현은 그리스 크레타주의 네 현 가운데 한 곳으로, 섬의 서쪽 부분을 이루고 있다. 중심 도시는 하니아이다. 하니아 현은 동쪽의 레팀노 현 한 곳과 경계를 접하고 있다. 크레타섬의 서쪽 지역은 북쪽으로는 크레타해, 서쪽과 남쪽으로는 지중해와 면하고 있다. 이 현에는 유럽 최남단 섬인 가브도스섬이 있으며, 현은 아포코로나스, 키사모스, 키도니아, 셀리노, 스파키아라는 다섯 지역으로 나뉜다. 